# ستالووا وولا
ستالووا وولا (به لهستانی:  Stalowa Wola) یک منطقهٔ مسکونی در لهستان است که در شهرستان ستالووا وولا واقع شده‌است. ستالووا وولا ۸۲٫۵ کیلومتر مربع مساحت و ۶۵٬۸۱۸ نفر جمعیت دارد.